# Jacqueline Goy
Pour les articles homonymes, voir Goy (homonymie).
Jacqueline Goy, née en 1936 à Tullins (Isère), est une ichtyologue française, spécialiste mondiale des méduses,.

## Biographie
Née de parents instituteurs, ses parents lui ont donné le goût de l'observation de la nature.
Après sa thèse à la station biologique de Villefranche, elle obtient un poste de chercheur en 1968 au muséum national d'histoire naturelle. Recrutée par Théodore Monod, elle y est affectée au laboratoire d'ichtyologie, en tant que spécialiste du zooplancton. Après de nombreuses campagnes océanographiques et un autre poste de chercheur à la Maison des océans, elle prend sa retraite en 2002. Depuis, elle est attachée scientifique à l'Institut océanographique, Fondation Albert Ier, prince de Monaco.

## Œuvre
- Jacqueline Goy, Les Méduses de François Péron et de Charles-Alexandre Lesueur. Un autre regard sur l'expédition Baudin"", Comité des travaux historiques et scientifique, 1995, 392 p.
- Jacqueline Goy, Anne Toulemont, Méduses, Musée océanographique, 1997, 159 p.
- Jacqueline Goy, Les Miroirs de Méduse. Biologie et mythologie, Éditions Apogée, 2002, 130 p.
- Jacqueline Goy, Guido Mocafico, Patrick Remy, Medusa, Steidl, 2006, 64 p.
- Jacqueline Goy et Robert Calcagno, Méduses. À la conquête des océans, éditions du Rocher, 2014, 176 p.

## Décorations
- Chevalier de l'ordre du Mérite culturel de Monaco Elle est faite chevalier le 18 novembre 2011[5]